# NGC 4570
NGC 4570 est une galaxie lenticulaire vue par la tranche et située dans la constellation de la Vierge. Sa vitesse par rapport au fond diffus cosmologique est de 2 122 ± 24 km/s, ce qui correspond à une distance de Hubble de 31,30 ± 2,22 Mpc (∼102 millions d'al). Cette galaxie a été découverte par l'astronome germano-britannique William Herschel en 1784.

## Distance de NGC 4570
À ce jour, 14 mesures non basées sur le décalage vers le rouge (redshift) donnent une distance de 17,186 ± 5,150 Mpc (∼56,1 millions d'al), ce qui est nettement à l'extérieur des valeurs de la distance de Hubble.
Cette galaxie, comme plusieurs de l'amas de la Vierge, est relativement rapprochée du Groupe local et on obtient souvent une distance de Hubble très différente en raison de leur mouvement propre dans le groupe où dans l'amas où elles sont situées. La distance de 17.186 Mpc est peut-être plus près de la réalité. Selon ces deux mesures, NGC 4570 se dirige vers le centre de l'amas en direction opposée à la Voie lactée. Notons que c'est avec la valeur moyenne des mesures indépendantes, lorsqu'elles existent, que la base de données NASA/IPAC calcule le diamètre d'une galaxie.

## Caractéristiques

### Amas globulaires
Selon une étude publiée en 2008 et basée sur les observations réalisées avec le télescope spatial Hubble, le nombre d'amas globulaires dans NGC 4570 (VCC 1692 dans l'article) est estimé à 139 ± 23.

### Un disque multiple entourant le noyau
Deux disques sont présents dans le centre de cette galaxie,,. Un disque dont le rayon atteint environ 100 pc entoure le noyau de NGC 4570. Entre ce premier disque et le deuxième disque, il y a un espace d'environ 330 années-lumière. Il se pourrait que cette structure multiple du disque provienne d'une ancienne petite barre au centre de la galaxie,. Cependant, des observations des amas globulaires du halo de NGC 4570 ont révélé la présence d'une population significative d'étoiles âgées entre un et trois milliards d'années. Étonnamment, l'âge de ces étoiles est semblable à celui des étoiles des disques du noyau (< 2 Ga). Donc, il se pourrait que les disques du noyau se soient formés non pas à partir d'une barre, mais à la suite d'une fusion ou de l'accrétion d'une quantité importante de gaz, événement qui aurait déclenché une flambée de création d'étoiles.

## Distance des galaxies du groupe de NGC 4535
Les distances non basées sur le décalage de toutes les galaxies du groupe de NGC 4535 sont nettement inférieures aux distances de Hubble. La distance moyenne de Hubble pour ces galaxies est de 32,4 Mpc et celle des mesures indépendantes est de 17,8 Mpc. Puisque la distance de Hubble est trop élevée par rapport à la distance réelle de ces galaxies, on doit conclure qu'elles se dirigent vers le centre de l'amas de la Vierge en direction opposée de la Voie lactée attirées par la gravité de celui-ci.

## Groupe de NGC 4535, de M60 et l'amas de la Vierge
Selon A.M. Garcia, NGC 4570 est membre du groupe de NGC 4535. Ce groupe de galaxies comprend au moins 14 membres. Les autres galaxies du groupe sont NGC 4482, NGC 4492, NGC 4532, NGC 4535, NGC 4598, NGC 4612, NGC 4623, IC 3591, IC 3617, UGC 7739, UGC 7802, MCG 1-32-11 et VCC 1804.
D'autre part, seules les galaxies du catalogue NGC de ce groupe apparaissent dans une liste de 227 galaxies d'un article publié par Abraham Mahtessian en 1998. Cette liste comporte plus de 200 galaxies du New General Catalogue et une quinzaine de galaxies de l'Index Catalogue. On retrouve dans cette liste 11 galaxies du Catalogue de Messier, soit M49, M58, M60, M61, M84, M85, M87, M88, M91, M99 et M100.
Toutes les galaxies de la liste de Mahtessian ne constituent pas réellement un groupe de galaxies. Ce sont plutôt plusieurs groupes de galaxies qui font tous partie d'un amas galactique, l'amas de la Vierge. Pour éviter la confusion avec l'amas de la Vierge, on peut donner le nom de groupe de M60 à cet ensemble de galaxies, car c'est l'une des plus brillantes de la liste. L'amas de la Vierge est en effet beaucoup plus vaste et compterait environ 1300 galaxies, et possiblement plus de 2000, situées au cœur du superamas de la Vierge, dont fait partie le Groupe local,.
De nombreuses galaxies de la liste de Mahtessian se retrouvent dans onze groupes décrits dans l'article d'A.M. Garcia, soit le groupe de NGC 4123 (7 galaxies), le groupe de NGC 4261 (13 galaxies), le groupe de NGC 4235 (29 galaxies), le groupe de M88 (13 galaxies, M88 = NGC 4501), le groupe de NGC 4461 (9 galaxies), le groupe de M61 (32 galaxies, M61 = NGC 4303), le groupe de NGC 4442 (13 galaxies), le groupe de M87 (96 galaxies, M87 = NGC 4486), le groupe de M49 (127 galaxies, M49 = NGC 4472), le groupe de NGC 4535 (14 galaxies) et le groupe de NGC 4753 (15 galaxies). Ces onze groupes font partie de l'amas de la Vierge et ils renferment 396 galaxies. Certaines galaxies de la liste de Mahtessian ne figurent cependant dans aucun des groupes de Garcia et vice versa.